# Московский чин
Московские чины — в Русском государстве в конце XV—XVII вв. должностные лица — стольники, стряпчие, большие дворяне и жильцы, не имевшие право участвовать в заседаниях Боярской думы и в работе думских комиссий. Существовали до введения Петром I Табели о рангах.
Всё население государства разделялось на людей; а) служилых, б) тягловых и в) нетяглых. Первый отдел обнимал собою служилых людей по отечеству и служилых людей по прибору. Служилые люди по отечеству разделялись, в свою очередь, на чинов думных, чинов служилых московских и чинов служилых городовых. Ко второй из этих категории принадлежали: 1) стольники, 2) стряпчие, 3) дворяне московские и 4) жильцы.

## Стольники
Первоначально в Древней Руси — придворный, прислуживавший князьям и царям за столом во время торжественных трапез, а также сопровождавший их в поездках.

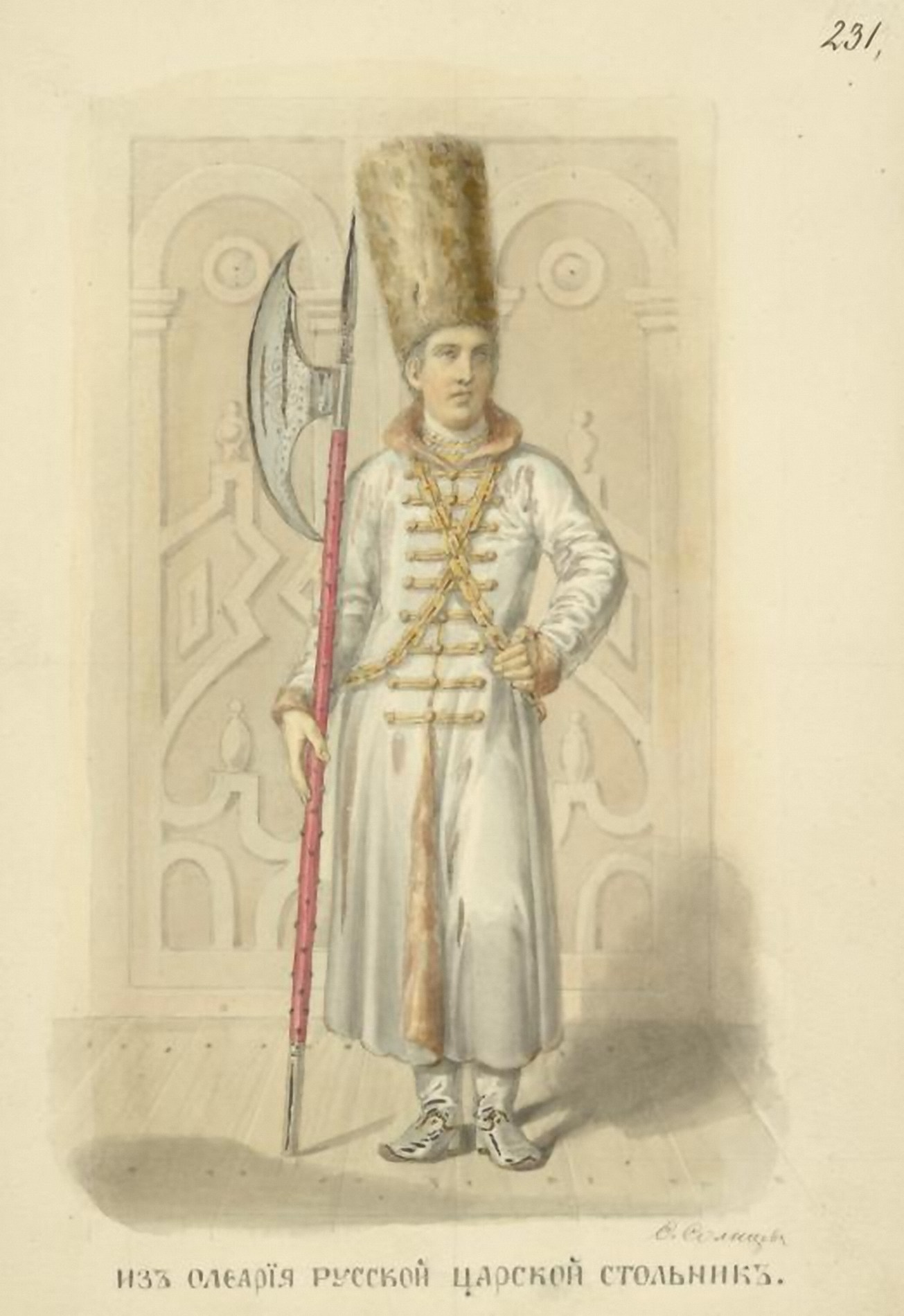
Царский стольник в книге «Одежды Русского государства» Фёдора Солнцева

По росписи чинов XVII века стольники занимали пятое место после бояр, окольничих, думных дворян и думных дьяков.
В стольники производили из дворян.
Стольники на пирах принимали блюда с едой у служителей, которым было запрещено входить в комнаты царя. Во время пиров стояли у столов. Иногда между стольниками возникали местнические споры о том, за каким столом стоять.
Комнатные стольники прислуживали царю, когда тот ел один. При приёмах иностранных послов один из стольников назначался сидеть за столом и потчевать гостей.
Цари часто рассылали еду по домам: гостям, послам, или тем, кто из-за болезни не смог присутствовать на пиру. В этом случае стольник ехал вместе с подарком и наблюдал за порядком.
При выездах царя один стольник был кучером, другие стольники стояли на ухабах саней, или за каретами и повозками.
Позднее стольники назначались на приказные, воеводские, посольские и другие должности. Стольники назначались в завоеводчики, в полковые судьи, в посыльные воеводы, в есаулы (стольник-есаул), в головы над сотнями дворянскими, воеводами у большого знамени, головами у знамени, у снаряду, у кошу, у обозу.
Городской воевода из стольников мог называться наместником. Ему подчинялись дети боярские. Стольники также бывали судьями в московских приказах. Стольники принимали участие во всех посольствах, иногда назначались послами.
Последний носитель этого звания (уже после введения Петром I Табели о рангах) — Василий Фёдорович Салтыков, брат царицы Прасковьи Фёдоровны. Долгое время предпочитал это звание петровским чинам, но согласился на них при возвращении на службу при Анне Иоанновне.
В 1616 году было 117 стольников. К 1687 году число стольников увеличилось до 2724 человек, из них 480 были комнатными стольниками. Кроме этого, в войсках и начальных людях числились 133 стольника и 59 стольников были пожалованы из смоленской шляхты.
При царицах были свои стольники из молодых людей (позднее пажи и камер-пажи), которые не освобождались от военной службы. Своих стольников имели патриархи. Царицыны и патриаршие стольники жаловались в государевы стольники или в стряпчие.

## Стряпчие
Стряпчие - дворцовые слуги; придворный чин, следующий ниже за стольником. Стряпчий — царский чиновник при хлебном, конюшенном и пр. дворах. Должность стряпчего была ликвидирована при Петре I, а затем восстановлена судебной реформой 1775 года. Также чин придворного, в обязанности которого входило следить за платьем царя и подавать его при облачении государя. Стряпчие выполняли различные поручения царя, служили городовыми и полковыми воеводами, стряпчий с ключом исполнял должность дворцового эконома.
Стряпчие приносили особую присягу, в которой в числе прочего клялись в царскую стряпню (полотенца, платья и пр) «никакого зелья и коренья лихого не положити».

### Стряпчие из житья
В стряпчие набирались московские дворяне или жильцы. Стряпчие из других городов назывались Стряпчие из житья.

### Стряпчие с платьем
Стряпнёй назывались различные вещи царя: кресла, поножья, подушки, полотенца, солнешники и т. д. Во время выходов царя стряпчие следовали за царём со стряпнёй. Эти стряпчие назывались Стряпчие с платьем. В 1616 году стряпчих с платьем было 55 человек.

### Стряпчие с ключом
Стряпчий с ключом — более высокий чин, чем стряпчий с платьем, выше чем комнатный стольник. Равнялся думному дворянину. Стряпчий с ключом был товарищем постельничего. Стряпчий с ключом должен был неотлучно находиться при царе. В 1703 году сохранялось два стряпчих с ключом. После этого их должности были заменены на камергера.

### Стряпчие
Стряпчих так называемого московского списка в 1686 году числилось 1893 человека. Стряпчие несли военную службу. Иногда из них составляли отдельные роты. В военных походах подчинялись стольнику. Жалование стряпчих было выше жалования дворян московских.
Во время существования судебных поединков стряпчие исполняли роль секундантов.

### Стряпчий Дворцовый
Стряпчий Дворцовый управлял дворцовыми деревнями.

## Большие дворяне
Самый ранний список дворян московских содержится в Боярском списке 1588—1589 годов. Всего, согласно ему, в это время было 166 московских дворян, из которых 84 — князья, служившие по особым княжеским спискам, а 82 — другие титулованные и нетитулованные феодалы. К 1610—1611 годам их численность составляла 225 человек. В боярском списке 1706 года числилось 1182 дворян московских в том числе в полковой службе, «в отставных» и «в посылках».
В этом чине служили всю жизнь (его не лишали даже в случае неспособности к несению службы), если не переходили в думные чины, или, в результате опалы, в выборных дворян.
Чин дворянина московского в результате службы получали жильцы, стольники, реже — выборные дворяне. В чине жильца, стольника, реже — стряпчего, начинали службу дети московских дворян.
Во второй половине XVI века московские дворяне получали от 500 до 1000 четвертей земельного оклада и от 20 до 100 рублей денежного.
Большие дворяне были наиболее подвижным московским чином, они служили воеводами и головами в полках и городах, судьями, участвовали в земельных описаниях, посольствах, верстали новиков на службу и выполняли другие разнообразные функции. По словам Г. К. Котошихина в середине XVII века:
Дворяне Московские; и тех дворян посылают для всяких дел, и по воеводствам, и по посолствам в послех, и для сыскных дел, и на Москве в Приказех у дел, и к служилым людем в началные люди, в полковники и в головы стрелецкие.

## Жильцы

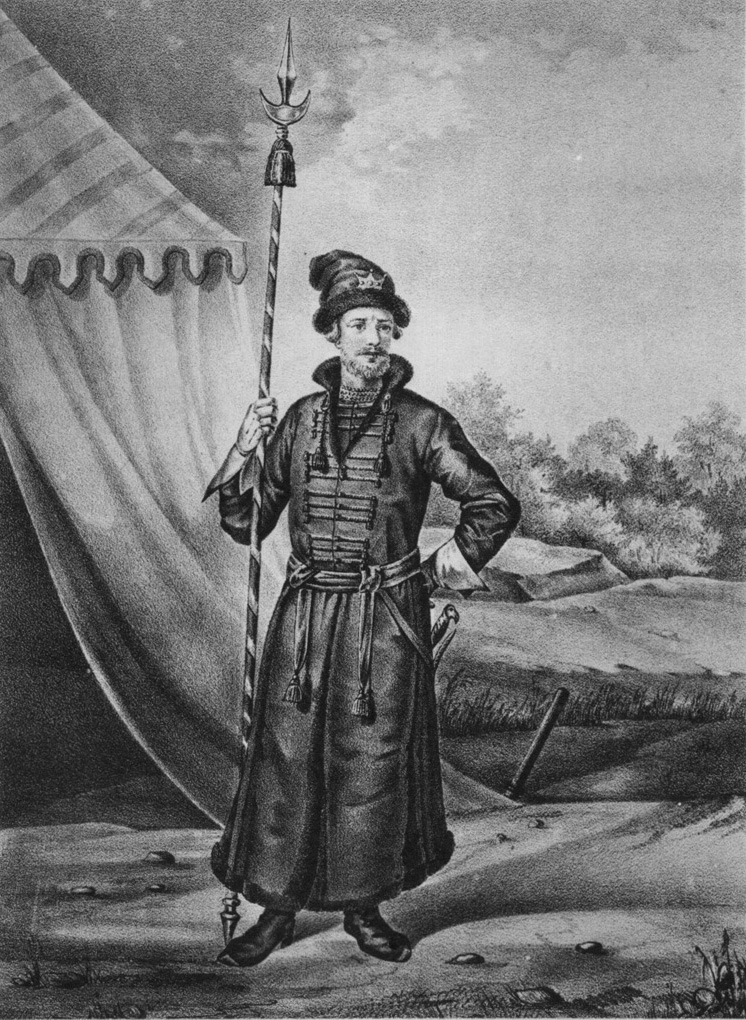
Жилец в 1674 году.

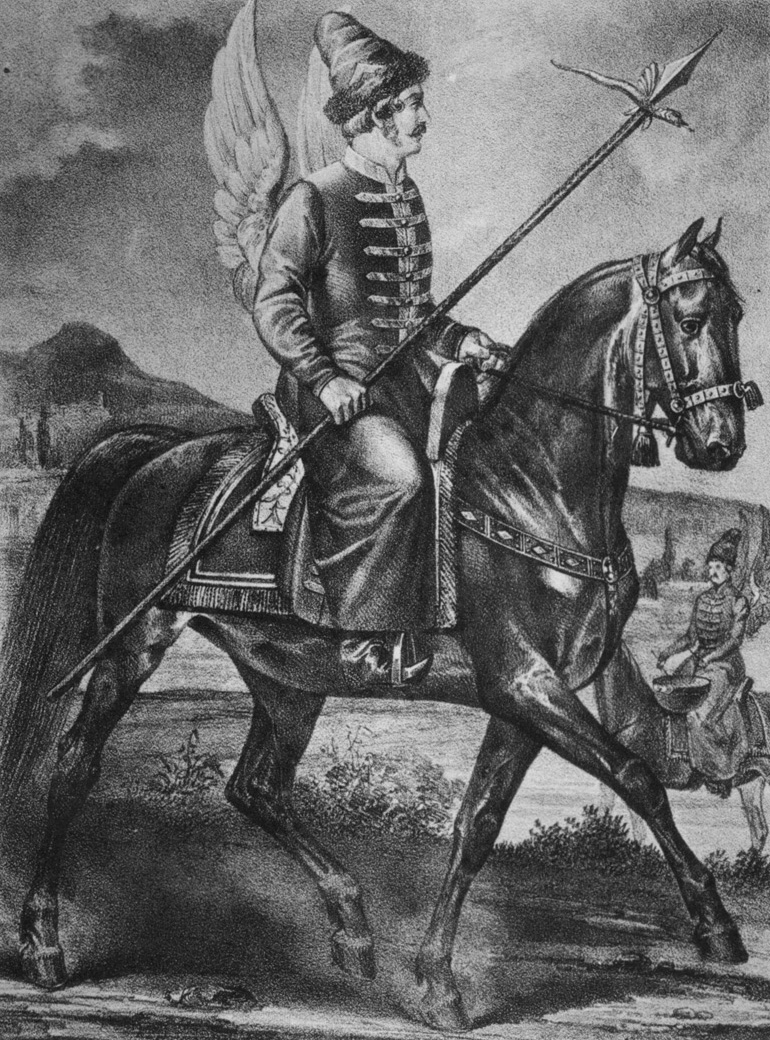
Конные жильцы в 1678 году.

Некоторое количество детей дворян, детей боярских, стряпчих и стольников должны были всегда жить в Москве и быть готовы к службе и войне. Они были названы Жильцы. Жильцы считались охранным войском, но использовались для различных поручений, например, развозить государевы грамоты.
Жильцы были связывающим звеном между чинами московскими и городовыми; городовой служилый человек (обыкновенно из выбора), попавший в жильцы, открывал если не для себя, то во всяком случае для своего потомства возможность сделать завидную для городового служилого человека карьеру. В 1663 году жильцов было около 2000 человек; часть этого количества присылалась из городов (сроком на три года), другая же набиралась из детей отцов, служивших по московскому списку; дети последних чином жильцы только начинали службу, тогда как городовые дворяне во множестве случаев лишь заканчивали им свою служебную карьеру.
Те, кто получал другой чин, писались из житья в такой-то чин. Из жильцов производились в стряпчие, воеводы в небольшие города, становщики, головы в дворянские сотни, знаменьщики.
Жильцы получали в поместье от 350 до 1000 четвертей земли, и денежный оклад от 10 до 82 рублей в год. Размер поместья и оклада зависел от заслуг.
Жильцы располагались только в Москве (Жилецкие списки). В других городах их не было.
Жильцы начинают упоминаться в источниках с XVI века и прекращают своё существование, как служилый чин, в начале XVIII века, то есть со времени полного преобразования русской армии по иноземному образцу. В 1701 году Пётр I приказал не набирать новых жильцов, а оставшихся комплектовать в гвардейские и другие полки. В 1713 году оставалось около 5 тыс. жильцов, последние упоминания относятся к 1720-м годам.